# Scambiatore a microcanali
Gli scambiatori di calore a microcanali sono scambiatori di calore a superficie estesa nei quali uno dei fluidi passa all'interno di piattine cave aventi dei canali e l'altro (gassoso) attraverso il pacco alettato all'esterno dei tubi.

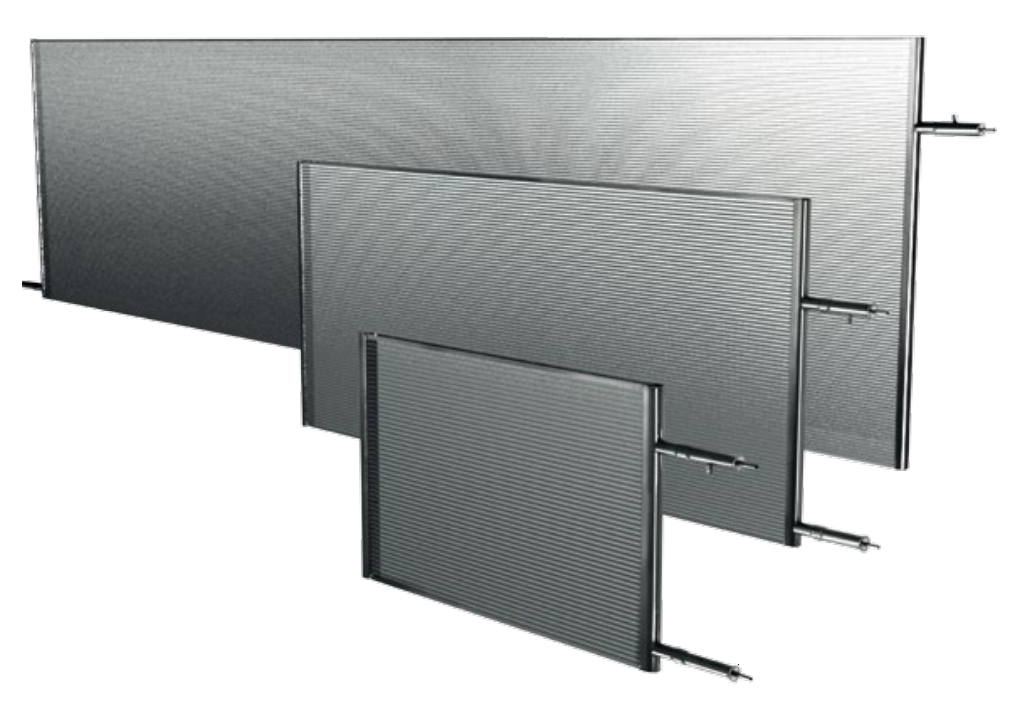
Tre scambiatori a microcanali di diverse dimensioni realizzati da ThermoKey, l'unica azienda specializzata in Italia.

Le piattine (MPE: Multi Port Extruded), a differenza dei tradizionali tubi utilizzati negli scambiatori di calore a pacco alettato, hanno fori di diametri inferiori ai 2 mm, da qui il nome commerciale “microcanali”. Le piattine vengono collegate tra loro a formare un circuito chiuso attraverso collettori in alluminio. Per aumentare la superficie di scambio termico, tra le piattine vengono inserite alette in alluminio.
I tre componenti primari - piattine, collettori ed alette - vengono uniti in un singolo scambiatore attraverso un processo di brasatura eseguito in forni ad atmosfera controllata.

## Utilizzo degli scambiatori a microcanali
Gli scambiatori a microcanali, in alternativa ai tradizionali scambiatori a pacco alettato (tube and fin), vengono utilizzati nei chiller modulari ed in diverse applicazioni come:
- Condensatore (scambiatore di calore)
- Evaporatori
- Radiatori